# Теодора Гіарені
Теодора Гіарені (3 березня 1990) — грецька плавчиня.
Учасниця Олімпійських Ігор 2012 року.